# 第三十一屆十大中文金曲頒獎音樂會
第卅一屆十大中文金曲頒獎音樂會於2009年1月18日晚上7時30分在香港仔運動場舉行。頒獎程序繼承往年，首先在記者會宣佈「金針獎」由填詞人林夕獲得，其後除夕夜2008年12月31日倒數活動時公佈「優秀流行歌手大獎」結果及「全國最佳中文歌曲∕歌手獎」最後五強名單。其餘獎項則於1月18日在香港仔運動場舉行的「第三十一屆十大中文金曲頒獎音樂會」中頒發。